# Ariosto A. Wiley
Ariosto Appling Wiley, född 6 november 1848 i Clayton i Alabama, död 17 juni 1908 i Hot Springs i Virginia, var en amerikansk demokratisk politiker. Han var ledamot av USA:s representanthus från 1901 fram till sin död. Han var bror till Oliver C. Wiley.
Wiley studerade juridik och inledde 1871 sin karriär som advokat i Alabama. I spansk-amerikanska kriget tjänstgjorde han som överstelöjtnant. År 1901 efterträdde han Jesse F. Stallings som kongressledamot och avled 1908 i ämbetet. Han efterträddes som kongressledamot av brodern Oliver C. Wiley. Ariosto A. Wiley gravsattes på Oakwood Cemetery i Montgomery.